# Pascoepus illawarrus
Pascoepus illawarrus är en insektsart som beskrevs av Webb 1983. Pascoepus illawarrus ingår i släktet Pascoepus och familjen dvärgstritar. Inga underarter finns listade i Catalogue of Life.